# سيدي امحمد الشلح
سيدي امحمد الشلح هي قرية في إقليم سيدي قاسم ضمن جهة الغرب شراردة بني حسين بالغرب المغربي. كان مجموع عدد سكان جماعة سيدي امحمد الشلح 7.382 نسمة.(تعداد السكان الرسمي 2004)